# 竹本駒之助

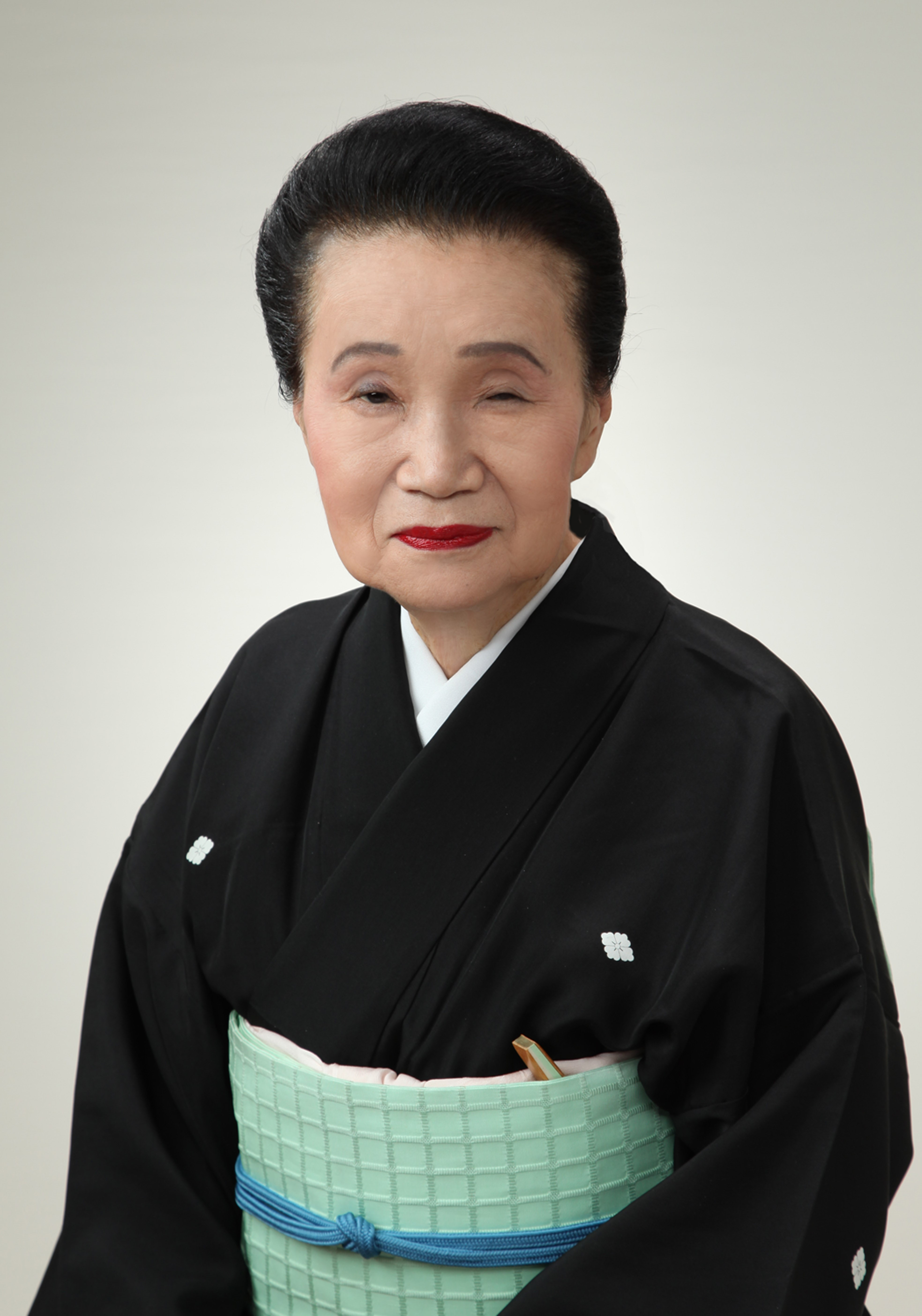
文化功労者顕彰に際して公表された肖像写真

竹本 駒之助（たけもと こまのすけ、1935年9月25日 - 、本名:上田悦子）は女流義太夫の太夫。人間国宝（義太夫節浄瑠璃）。

## 来歴
- 1949年 - 竹本春駒に師事、竹本駒之助を名乗る。
- 1952年 - 二代目鶴澤三生を相三味線に演奏活動を始める。
- 1952年 - 三代目豊竹つばめ太夫(後の四代目竹本越路大夫)に師事。
- 1970年 - 四代目竹本越路太夫の門人となる。
- 1980年 - 重要無形文化財「義太夫節」総合認定（第1次認定）[2]
- 1999年 - 重要無形文化財「義太夫節浄瑠璃」の保持者に各個認定（いわゆる人間国宝）
- 2003年 - 紫綬褒章受章
- 2008年 - 旭日小綬章受章
- 2017年 - 文化功労者選出